# Paramesosella sthenioides
Paramesosella sthenioides är en skalbaggsart som först beskrevs av Stephan von Breuning 1938. Paramesosella sthenioides ingår i släktet Paramesosella och familjen långhorningar.
Artens utbredningsområde är Myanmar. Inga underarter finns listade i Catalogue of Life.